# Josef Germann

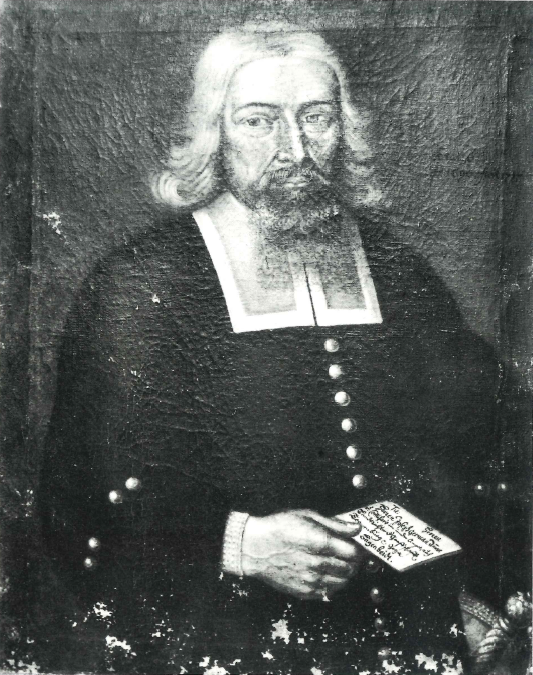
Joseph Germann, Ölgemälde im Toggenburger Museum Lichtensteig

Josef Germann (* 2. Juni 1658 in Bazenheid; † 1. Dezember 1724 in Lichtensteig) war Landweibel im Toggenburg und opponierte im Zweiten Villmergerkrieg gegen die Fürstabtei St. Gallen.
Josef Germann war Sohn des gleichnamigen fürstäbtischen Ammanns und Landrichters, katholisch und Bürger von Bazenheid und ab 1687 von Lichtensteig. In erster Ehe war er mit Esther Kunz, in zweiter mit Barbara Maggion verheiratet. 1683 übernahm Josef Germann das Amt des toggenburgischen Landweibels, das ihm bei der Bevölkerung Ansehen und Beliebtheit brachte. Er legte eine Sammlung der politischen Urkunden des Landes, das sogenannte «Weisse Buch» an. Im Vorfeld des Zweiten Villmergerkriegs ergriff er gegen die Fürstabtei St. Gallen Partei, wofür er 1701 für sieben Jahre gefangen gesetzt wurde. Wieder freigelassen, schlug er sich ganz auf die Seite der toggenburgischen Unabhängigkeitsbewegung. Er arbeitete an der Verfassung von 1710 mit und war von 1710 bis 1718 Mitglied der Regierung. Nach der Wiederherstellung der fürstäbtischen Herrschaft amtierte Germann als Landratsobmann und zwischen 1713 und 1724 wiederholt als Amtsschultheiss von Lichtensteig.